# Печенєв Олександр Юрійович
Олександр Юрійович Печенєв (6 листопада 1957) — радянський хокеїст, захисник.

## Спортивна кар'єра
Вихованець команди «Вимпел» (Жуковський, Московська область). У складі команди «Крила Рад» (Москва) грав у фінальному турнірі молодіжного чемпіонату СРСР 1975/1976 (8 місце). Виступав за клуби «Вимпел» (Жуковський), «Хімік» (Воскресенськ), СК ім. Урицького (Казань), «Динамо» (Харків) і «Левскі-Спартак» (Софія, Болгарія). У складі української команди відіграв 11 сезонів, був капітаном команди. У вищій лізі чемпіонату СРСР — 59 матчів (4+4).

## Статистика
Статистика виступів у чемпіонаті СРСР:
| Сезон                       | Команда                     | Ліга                        | І   | Г  | П   | 0   | Штр |
| --------------------------- | --------------------------- | --------------------------- | --- | -- | --- | --- | --- |
| 1974-75                     | «Вимпел» (Жуковський)       | клас «Б»                    | 13  | 1  | 0   | 1   | 2   |
| 1976-77                     | «Вимпел» (Жуковський)       | друга                       |     | 2  |     |     |     |
| 1977-78                     | «Хімік» (Воскресенськ)      | вища                        | 4   | 1  | 0   | 1   | 0   |
| 1978-79                     | СК ім. Урицького (Казань)   | перша                       | 57  | 3  | 2   | 5   | 54  |
| 1979-80                     | СК ім. Урицького (Казань)   | перша                       | 35  | 0  | 1   | 1   | 26  |
| 1980-81                     | «Динамо» (Харків)           | друга                       | 49  | 14 | 10  | 24  |     |
| 1980-81                     | «Динамо» (Харків)           | друга                       | 11  | 2  | 5   | 7   | 18  |
| 1981-82                     | «Динамо» (Харків)           | друга                       | 44  | 6  | 9   | 15  | 44  |
| 1981-82                     | «Динамо» (Харків)           | друга                       |     | 3  |     |     |     |
| 1982-83                     | «Динамо» (Харків)           | перша                       | 70  | 8  | 5   | 13  |     |
| 1983-84                     | «Динамо» (Харків)           | перша                       | 59  | 7  |     |     |     |
| 1984-85                     | «Динамо» (Харків)           | перша                       | 55  | 7  | 16  | 23  | 30  |
| 1985-86                     | «Динамо» (Харків)           | перша                       | 64  | 17 | 13  | 30  | 64  |
| 1986-87                     | «Динамо» (Харків)           | перша                       | 64  | 8  | 12  | 20  | 37  |
| 1987-88                     | «Динамо» (Харків)           | перша                       | 71  | 6  | 25  | 31  | 42  |
| 1988-89                     | «Динамо» (Харків)           | вища                        | 25  | 1  | 2   | 3   | 8   |
| 1988-89                     | «Динамо» (Харків)           | перехідна                   | 35  | 3  | 6   | 9   | 18  |
| 1989-90                     | «Динамо» (Харків)           | вища                        | 30  | 2  | 2   | 4   | 18  |
| 1989-90                     | «Динамо» (Харків)           | перехідна                   | 30  | 3  | 7   | 10  | 47  |
| 1990-91                     | «Динамо» (Харків)           | перша                       | 17  | 1  | 1   | 2   | 18  |
| Всього за «Динамо» (Харків) | Всього за «Динамо» (Харків) | Всього за «Динамо» (Харків) | 613 | 86 | 108 | 194 | 326 |